# Давыдов, Руслан Валентинович
Русла́н Валенти́нович Давы́дов (род. 21 сентября 1960, Свердловск, РСФСР, СССР) — российский государственный деятель. Временно исполняющий обязанности руководителя Федеральной таможенной службы Российской Федерации с 10 февраля 2023 по 14 мая 2024 года. Первый заместитель руководителя Федеральной таможенной службы Российской Федерации с 18 февраля 2017. Генерал-полковник таможенной службы (2017).

## Биография
Родился 21 сентября 1960 года в Свердловске.
В 1984 окончил Московский инженерно-физический институт   (с 2009 года — Национальный исследовательский ядерный университет «МИФИ») по специальности «автоматика и электроника». После окончания университета работал в научно-исследовательских учреждениях системы Министерства среднего машиностроения СССР, занимался системами охранных сигнализаций для границы и специальных объектов. 
В 1993 году окончил Российскую академию государственной службы при Президенте Российской Федерации по специальности «экономика и управление».
С 1995 года — на дипломатической работе. Вице-консул генерального консульства Российской Федерации в Сан-Франциско (США), заместитель руководителя представительства Российского центра международного научного и культурного сотрудничества в Буэнос-Айресе (Аргентина).
В таможенных органах с 2008 года — советник, главный советник руководителя Федеральной таможенной службы Российской Федерации, первый заместитель начальника Главного управления организации таможенного оформления и таможенного контроля.
С 6 марта 2012 по 18 февраля 2017 года — заместитель руководителя Федеральной таможенной службы Российской Федерации.
С 18 февраля 2017 года — первый заместитель руководителя Федеральной таможенной службы Российской Федерации. На посту первого заместителя ФТС России организовывает работу по совершению таможенных операций и проведению таможенного контроля, в том числе работу электронных таможен и внедрение автоматических процедур при декларировании, координирует деятельность таможенных органов при таможенном контроле после выпуска товаров, курирует работу по взаимодействию с Общественным советом при ФТС России.
Указом Президента Российской Федерации от 22 февраля 2017 присвоено специальное звание «генерал-полковник таможенной службы».
С 2015 года — председатель Комитета глав правоохранительных подразделений Совета руководителей таможенных служб государств — участников Содружества Независимых Государств.
Представляет интересы России во Всемирной таможенной организации (ВТамО). С 2014 по 2016 год — глава Комитета по аудиту Совета ВТамО, с 2016 по 2017 — председатель Совета ВТамО, с 2017 по 2019 — вице-председатель Совета ВТамО.
Распоряжением Председателя Правительства Российской Федерации от 10 февраля 2023 года № 301-р назначен временно исполняющим обязанностей руководителя Федеральной таможенной службы.
Председатель Совета руководителей таможенных служб стран СНГ (с 6 июня 2023).
С 12 сентября 2024 года назначен на должность министра по таможенному сотрудничеству ЕЭК. 

## Награды
- Медаль ордена «За заслуги перед Отечеством» II степени (5 марта 2014 года) — за достигнутые трудовые успехи[11]
- Медаль «За вклад в создание Евразийского экономического союза» II степени (8 мая 2015 года)[12]
- Медаль «За вклад в развитие Евразийского экономического союза» (29 мая 2019 года)[13]
- Медаль «10 лет Евразийскому экономическому союзу» (26 декабря 2024 года)[14]
- Почётный кубок Министерства обороны Российской Федерации[15]